# Anastasia Glawatzki

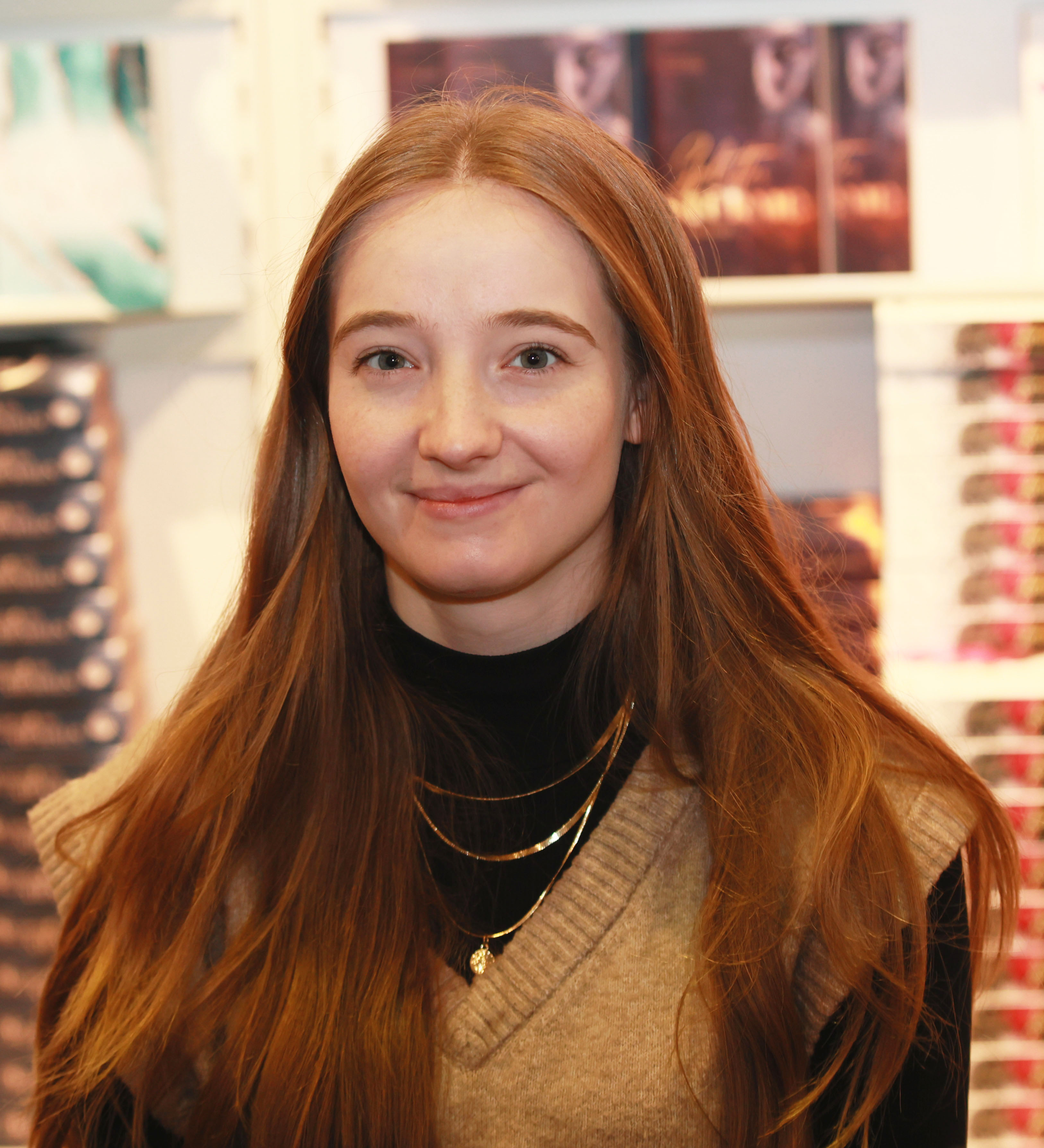
Anastasia Glawatzki, Frankfurter Buchmesse 2022

Anastasia Glawatzki ist eine deutsche Fantasyautorin.

## Leben und Werk
Anastasia Glawatzki wurde in Russland geboren. Sie wuchs in Iserlohn auf, wo sie auch die Schule besuchte. Seit 2019 studiert sie an der Universität Münster Kommunikationswissenschaft. Nach dem Bachelor im Jahr 2022 schloss sie ein Masterstudium an. Noch während des Studiums, im Jahr 2021, veröffentlichte sie ihren Debütroman Farbenasche & Seelentinte beim Bookapi Verlag. Im Jahr darauf erschien der erste Band der Splitterstürme-Dilogie, der zweite Band kam im Jahr 2024 heraus. Anastasia Glawatzki lebt in Münster.

## Publikationen
Standalone-Romane
- Farbenasche & Seelentinte. Bookapi, Leipheim 2021, ISBN 978-3-982-14834-2.

Splitterstürme-Dilogie
- Splitterstürme: Verstoßen. Bookapi, Leipheim 2022, ISBN 978-3-982-40152-2.
- Splitterstürme: Vollkommen. Bookapi, Leipheim 2024, ISBN 978-3-982-40153-9.